# Сорокін Микола Тихонович
Мико́ла Ти́хонович Соро́кін (рос. Николай Тихонович Сорокин; * 19 січня 1900, Київ — † 16 березня 1984, Тбілісі) — радянський шахіст. 3-разовий чемпіон ГРСР: 1928, 1947 і 1951. Майстер спорту СРСР (1933—1935; з 1956).

## Життєпис
Юрист за фахом. У першому чемпіонаті УРСР, який проведено 1924 року, посів 3 місце. Віце-чемпіон УРСР 1925 року, 4-6 місце — 1926 року.
Згодом переїхав до Тбілісі. Поділив 1-2 місця на чемпіонатах ГРСР 1928 і 1947, чисте 1 місце 1951 року, 1950 поділив 2-3 місця. Учасник т. зв. «турніру восьми» в Тбілісі 1942 року — поділив 5-6 місця.
Учасник 2 чемпіонатів СРСР:
- 1931 — 13 місце (з 18)
- 1933 — 15 місце (з 20)

Майстер спорту СРСР 1933—1935, у 1956 (деякі джерела називають 1958) році повернув собі звання після нічиєї з майстром Германом Фрідштейном: +3, −3, =8. Багато зробив для розвитку шахів на теренах Грузії.

## Турнірні результати

### Чемпіонати України
Микола Сорокін зіграв у трьох фінальних турнірах чемпіонатів України, набравши загалом 20 очок із 29 можливих (+16-5=8).
| Рік  | Місто  | Турнір                | + | − | = | Результат | Місце  |
| ---- | ------ | --------------------- | - | - | - | --------- | ------ |
| 1924 | Київ   | 1-й чемпіонат України | 7 | 2 | 1 | 7½ з 10   | Bronze |
| 1925 | Харків | 2-й чемпіонат України | 5 | 0 | 3 | 6½ з 8    | Silver |
| 1926 | Одеса  | 3-й чемпіонат України | 4 | 3 | 4 | 6 з 11    | 4 — 6  |

## Внесок у теорію
На честь шахістів Миколи Сорокіна та Олександра Ільїн-Женевського названо варіант Сорокіна—Ільїн-Женевського в захисті Алехіна:
1. e4 Кf6 2. e5 Кd5 3. d4 d6 4. c4 Кb6 5. f4 de 6. fe Кc6 7. Кf3 Сg4 8. e6!? fe 9. c5!?
Ідея належить до Сорокіна, який у 1927 році поділився нею з Ільїн-Женевським, а той застосував її 1936 року в партії проти Григорія Левенфіша, де потім було: 9. … Кd5 10. Сb5 Фd7 11. Кbd2 g6 12. Фa4 Сg7 13. Кe5 С:e5 14. de Кe3 15. Фe4 Фd4!? Пізніші аналізи показали, що найкраще 15. … 0-0! Ф:e3 Кb4! з виграшною позицією для чорних.